# Zofia Rudzka

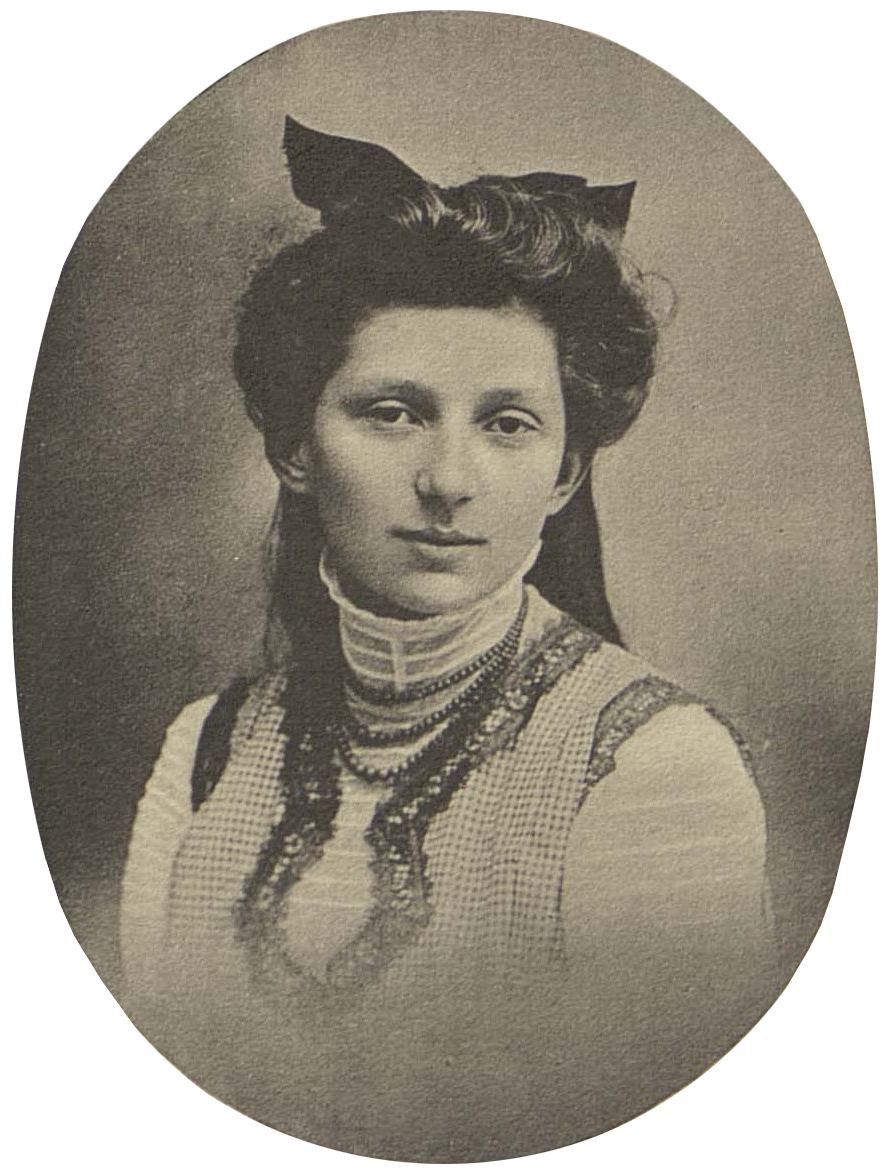
Zofia Rudzka przed 1911 r.

Zofia Stefania Rudzka (ur. 5 kwietnia 1894 w Dziewięciołach, zm. 26 grudnia 1976 w Krakowie) – artystka malarka, jedna z pierwszych studentek Akademii Sztuk Pięknych w Krakowie.

## Rodzina
Zofia Rudzka córka Zofii Urszuli Rudzkiej z Moesów (s. v. Trzcińska) i Stefana Rudzkiego. Jej rodzice wzięli ślub w 1893. Kilka miesięcy po narodzinach Zofii w 1894 jej ojciec zmarł. Matka ponownie wyszła za mąż za Kazimierza Trzcińskiego.

## Edukacja
Była absolwentka liceum sióstr Urszulanek w Tarnowie. Chodziła do Szkoły Sztuk Pięknych dla Kobiet Marii Niedzielskiej. Uczęszczała do Akademii Sztuk Pięknych w Warszawie, potem zapisała się do krakowskiej Akademii Sztuk Pięknych, jeszcze przed oficjalnym przyjęciem kobiet. Była trzecią w uczelni kobietą-studentką (hospitantką), po Zofii Baltrowicz i Izabelli Polakiewicz. Przez cztery semestry studiowała w pracowni Wojciecha Weissa.

## Życiorys
W latach 20. XX w. rezydowała w pałacu w Zakrzewie, gdzie namalowała kilka obrazów. Było to miejsce, gdzie w okresie międzywojennym rezydowali znani malarze, którzy tworzyli obrazy dla Wojciecha Chełmickiego, a potem jego syna Stanisława w zamian za nocleg i wyżywienie.
Członkini Związku Polskich Artystów Plastyków. Związana z warszawską grupą "Zachęta". Malowała w technice olejnej i pasteli. Najczęściej tworzyła martwe natury oraz portrety, ale także pejzaże. 

Natomiast Zofia Rudzka, znana z wielokrotnych wystaw w „Zachęcie”, wystąpiła z większym zbiorem portretów, wśród których na szczególną uwagę zasługują podobizny kobiece i dziecięce. To jest najwłaściwszy i najbardziej odpowiadający temperamentowi p. Zofii Rudzkiej rodzaj malarski – delikatny w linii, poprawny w rysunku, wykwintny w kolorze i trafny w kompozycji. „Autoportret", ,,W zwierciadle", podobizna „Kobiety z lampą" są wybitnymi pracami pani Z. Rudzkiej i stawiają ją w rzędzie pierwszorzędnych polskich portrecistek.

W latach 60. XX przebywała we Wrząsowicach, gdzie powstało kilka jej prac.
W Teatrze im. Juliusza Słowackiego w Krakowie w foyer na parterze (na prawo od wejścia) jest portret Juliusza Osterwy w roli Sułkowskiego w sztuce Żeromskiego autorstwa Zofii Rudzkiej.
Pochowana na cmentarzu prywatnym rodziny Moesów na Górze św. Piotra w Pilicy w zbiorowym grobowcu.
Krewnym Zofii Rudzkiej jest aktor Michał Breitenwald.

## Wybrane wystawy
- XII 1926 – Salon Doroczny, Towarzystwo Zachęty Sztuk Pięknych, Warszawa (Zaduma, Zakątek pałacu Czyżowskiego), Przewodnik nr 18 TZSP s. 20[15]
- III 1930 – Kolekcja prac Zofii Rudzkiej, Towarzystwo Zachęty Sztuk Pięknych, Warszawa, Przewodnik nr 52, marzec 1930, s. 13-14 (27 prac olejnych w tym cztery pastele)[16]
- IX 1930 – Wystawa Stowarzyszenia Pro Arte i Wystawa Stowarzyszenia Masovia, Warszawa[17]
- V-VII 1935 – Salon Wiosenny, TPSP, Lwów (Myśl), s. 9 w katalogu[18]
- XII 1938 – Salon 1938, Towarzystwo Zachęty Sztuk Pięknych, Warszawa, (Pani pani Cz.)[19]
- I 1971 – wystawa malarstwa Zofii Rudzkiej, Kraków[20]

## Prace w zbiorach
- Muzeum Narodowe w Warszawie[13]
- Muzeum Narodowe w Lublinie (Zielona lampa, 1965)
- Teatr im. Juliusza Słowackiego w Krakowie (portret Juliusza Osterwy w roli Sułkowskiego)